# Game Jam

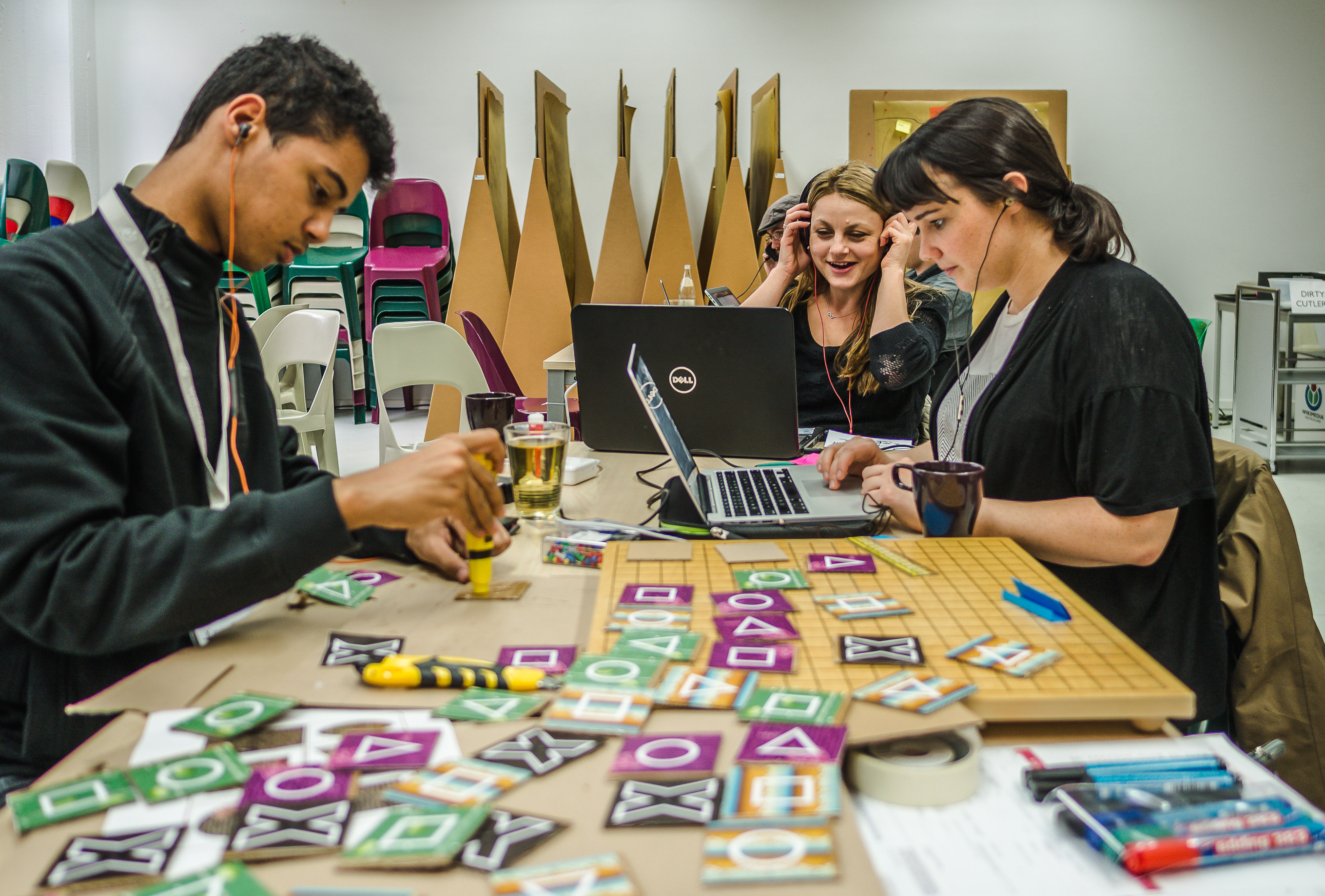
2015 年Free Knowledge Game Jam的参与者

Game Jam是一个参与者们尝试从零开始设计制作游戏的活动。参与者一般是游戏开发相关领域的游戏设计师、程序员、艺术家、作家等。为考验参与者的创造力，Game Jam通常要求参与者在给定的设计主题和时间的限制下完成作品。
传统意义上的Game Jam是制作电子游戏的活动。然而，也有Game Jam欢迎参与者制作非电子游戏（如图版游戏）。 

## 历史
Game Jam是一个合成词，来源于英语中的游戏和即兴演奏。即兴演奏指的是几乎没有事先准备的情况下制作音乐。同样地，Game Jam是游戏开发者将想法化为可玩的游戏原型的活动。
2002年3月，電子游戏开发人员克利斯·赫克和肖恩·巴雷特与道格·丘奇、乔纳森·布洛和凯西·穆拉托里合作开发了一种能够渲染大量精灵图的游戏引擎。克利斯和肖恩邀请了一小群视频游戏开发人员在克利斯位于加利福尼亚州奥克兰的办公室会面，目的是使用这个新引擎创作具有革新意义的视频游戏。 克利斯和肖恩将这次聚会命名为第0届Indie Game Jam ，这是一场“旨在鼓励游戏行业的实验和创新”的游戏设计和编程活动。  

## 组织形式

### 地点

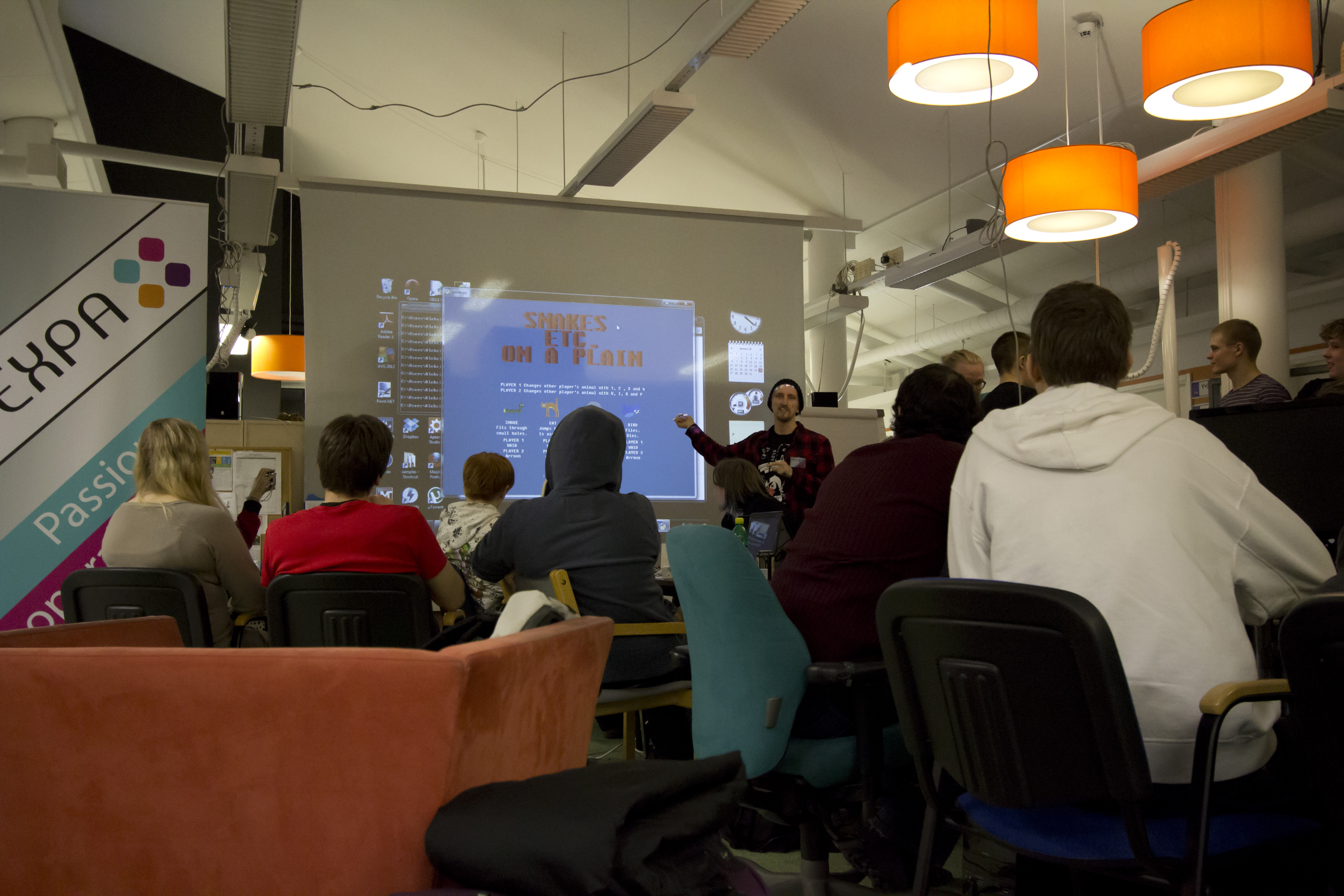
在芬兰于韦斯屈莱举行的Global Game Jam 2014 上展示的成品游戏

Game Jam一般会在大学、会议厅等私人空间举办。 于每年 1 月底举行的Global Game Jam，在全球 100 多个国家/地区设有 800 多个分会场。  有的Game Jam会在线上举办，Ludum Dare的参与者大部分时间都在家中。 

### 时间限制
Game Jam通常有时间限制，从几个小时到几天不等。这个时间限制旨在模拟截止日期的压力。 

### 主题
Game Jam可能会设立参与活动的所有游戏必须符合的创作主题。主题通常在活动正式开始前夕宣布，以防止参与者提前做计划或使用先前开发的材料。主题的设立旨在对开发人员加以限制，从而鼓励创造力。 
Ludum Dare24是一项以“进化”为主题的竞技游戏即兴活动。正如Ludum Dare规则所述，比赛的所有参与者都被建议围绕这个主题创作一个游戏，但并不是强制要求。 

### 技术
由于创作时间有限，游戏开发者往往会使用一些现成易用的游戏框架。如可以快速开发RPG的RPG Maker系列、Unity等。如果是作为团队参与活动，团队还需要可靠的版本控制软件与协作软件来协调团队的活动。

## 在中国大陆

### 企业举办的游戏创作大赛
网易游戏举办的高校Mini Game挑战赛分设初赛和决赛两个环节。两个环节都会设立主题，所有参与征集的游戏需要围绕这一主题进行创作。初赛游戏征集时间（从报名开始到提交截止）为1个多月。决赛环节是时长72小时的Game Jam。

## 延伸阅读
- 演景
- 黑客马拉松
- BarCamp
- Global Game Jam（英语：Global Game Jam）
- Indie Game Jam（英语：Indie Game Jam）
- Ludum Dare
- Nordic Game Jam（英语：Nordic Game Jam）
- TOJam（英语：TOJam）
- Game Off（英语：Game Off）
- Js13kGames
- Train Jam（英语：Train Jam）